# Tuuli Petäjä
Tuuli Pauliina Petäjä-Sirén (* 9. November 1983 in Espoo) ist eine finnische Windsurferin.

## Erfolge
Tuuli Petäjä nahm an drei Olympischen Spielen teil. Bei den Olympischen Spielen 2008 in Peking belegte sie den 16. Platz. Vier Jahre darauf gewann sie in London die Silbermedaille, als sie hinter Marina Alabau und Zofia Noceti-Klepacka Zweite wurde. 2016 schloss sie die Windsurfregatta auf dem zehnten Platz ab. Bei der Eröffnungsfeier der Spiele war sie Flaggenträgerin der finnischen Delegation. Bei Europameisterschaften gewann sie 2012 in Madeira die Bronzemedaille.
2012 wurde sie aufgrund ihres Medaillengewinns zu Finnlands Sportlerin des Jahres gewählt.